# بوبونيسيت (ماساتشوستس)
بوبونيسيت (بالإنجليزية: Popponesset CDP, Massachusetts)‏ هي منطقة سكنية تقع بولاية ماساتشوستس في الولايات المتحدة. تبلغ مساحتها 0.82 كم2، وترتفع عن سطح البحر 3.9624 م، بلغ عدد سكانها 220 نسمة في عام 2010 حسب إحصاء مكتب تعداد الولايات المتحدة وتصل الكثافة السكانية فيها 268.3 نسمة لكل كيلومتر مربع (694.9/ميل2).

## التركيبة السكانية
حدّد مكتب تعداد الولايات المتحدة بيانات التركيبة السكانية لبوبونيسيت في تعداد الولايات المتحدة. في ما يلي، التركيبة السكانية حسب تعدادي 2000 و2010.

### تعداد عام 2000
بلغ عدد سكان بوبونيسيت 310 نسمة بحسب تعداد عام 2000، وبلغ عدد الأسر 167 أسرة وعدد العائلات 102 عائلة مقيمة في المنطقة السكنية. في حين سجلت الكثافة السكانية 378 نسمة لكل كيلومتر مربع (979.0/ميل2). وبلغ عدد الوحدات السكنية 624 وحدة بمتوسط كثافة قدره 761 لكل كيلومتر مربع (1,971.0/ميل2).
وتوزع التركيب العرقي للمنطقة السكنية بنسبة 100% من البيض.
بلغ عدد الأسر 167 أسرة كانت نسبة 7.8% منها لديها أطفال تحت سن الثامنة عشر تعيش معهم، وبلغت نسبة الأزواج القاطنين مع بعضهم البعض 51.5% من أصل المجموع الكلي للأسر، ونسبة 6.6% من الأسر كان لديها معيلات من الإناث دون وجود شريك، بينما كانت نسبة 3% من الأسر لديها معيلون من الذكور دون وجود شريكة وكانت نسبة 38.9% من غير العائلات. تألفت نسبة 34.7% من أصل جميع الأسر من عدة أفراد يعيشون في نفس المنزل ونسبة 22.8% كانت تتألف من شخص يعيش بمفرده يبلغ من العمر 65 عاماً أو أكثر. وبلغ متوسط حجم الأسرة المعيشية 1.86، أما متوسط حجم العائلات فبلغ 2.29.
بلغ العمر الوسطي للسكان 65.1 عاماً. وكانت نسبة 7.1% من القاطنين تحت سن الثامنة عشر، وكانت نسبة 3.9% بين الثامنة عشر والرابعة والعشرين عاماً، ونسبة 12.3% كانت واقعةً في الفئة العمرية ما بين الخامسة والعشرين والرابعة والأربعين عاماً، ونسبة 26.5% كانت ما بين الخامسة والأربعين والرابعة والستين، ونسبة 50.3% كانت ضمن فئة الخامسة والستين عاماً فما فوق. يوجد لكل 100 أنثى 85.6 ذكر، ويوجد لكل 100 أنثى في الثامنة عشر من عمرها فما فوق 80.0 ذكر.
بلغ متوسط دخل الأسرة في المنطقة السكنية 48,250 دولارًا، أما متوسط دخل العائلة فبلغ 49,350 دولارًا. وكان متوسط دخل الذكور 51,023 دولارًا مقابل 23,661 دولارًا للإناث. وسجل دخل الفرد الخاص بالمنطقة السكنية 27,805 دولارًا. وكانت نسبة 0% من العائلات ونسبة 0% من السكان تحت خط الفقر، وكان من هؤلاء نسبة 0% تحت سن الثامنة عشر ونسبة 0% في الخامسة والستين من العمر وما فوق.

### تعداد عام 2010
بلغ عدد سكان بوبونيسيت 220 نسمة بحسب تعداد عام 2010، وبلغ عدد الأسر 130 أسرة وعدد العائلات 62 عائلة مقيمة في المنطقة السكنية. في حين سجلت الكثافة السكانية 268.3 نسمة لكل كيلومتر مربع (694.9/ميل2). وبلغ عدد الوحدات السكنية 623 وحدة بمتوسط كثافة قدره 759.8 لكل كيلومتر مربع (1,967.9/ميل2).
وتوزع التركيب العرقي للمنطقة السكنية بنسبة 99.09% من البيض و0.45% من الأمريكيين ذوي الأصول الآسيوية و0.45% من الأعراق الأخرى و0.45% من الهسبانيون أو اللاتينيون من أي عرق.
بلغ عدد الأسر 130 أسرة كانت نسبة 4.6% منها لديها أطفال تحت سن الثامنة عشر تعيش معهم، وبلغت نسبة الأزواج القاطنين مع بعضهم البعض 42.3% من أصل المجموع الكلي للأسر، ونسبة 4.6% من الأسر كان لديها معيلات من الإناث دون وجود شريك، بينما كانت نسبة 0.8% من الأسر لديها معيلون من الذكور دون وجود شريكة وكانت نسبة 52.3% من غير العائلات. تألفت نسبة 46.9% من أصل جميع الأسر من عدة أفراد يعيشون في نفس المنزل ونسبة 30% كانت تتألف من شخص يعيش بمفرده يبلغ من العمر 65 عاماً أو أكثر. وبلغ متوسط حجم الأسرة المعيشية 1.69، أما متوسط حجم العائلات فبلغ 2.32.
بلغ العمر الوسطي للسكان 64.6 عاماً. وكانت نسبة 5.9% من القاطنين تحت سن الثامنة عشر، وكانت نسبة 3.2% بين الثامنة عشر والرابعة والعشرين عاماً، ونسبة 9.5% كانت واقعةً في الفئة العمرية ما بين الخامسة والعشرين والرابعة والأربعين عاماً، ونسبة 33.2% كانت ما بين الخامسة والأربعين والرابعة والستين، ونسبة 48.2% كانت ضمن فئة الخامسة والستين عاماً فما فوق. وتوزع التركيب الجنسي للسكان بنسبة 46.4% ذكور و53.6% إناث.